# Dálniční křižovatka Weinsberg

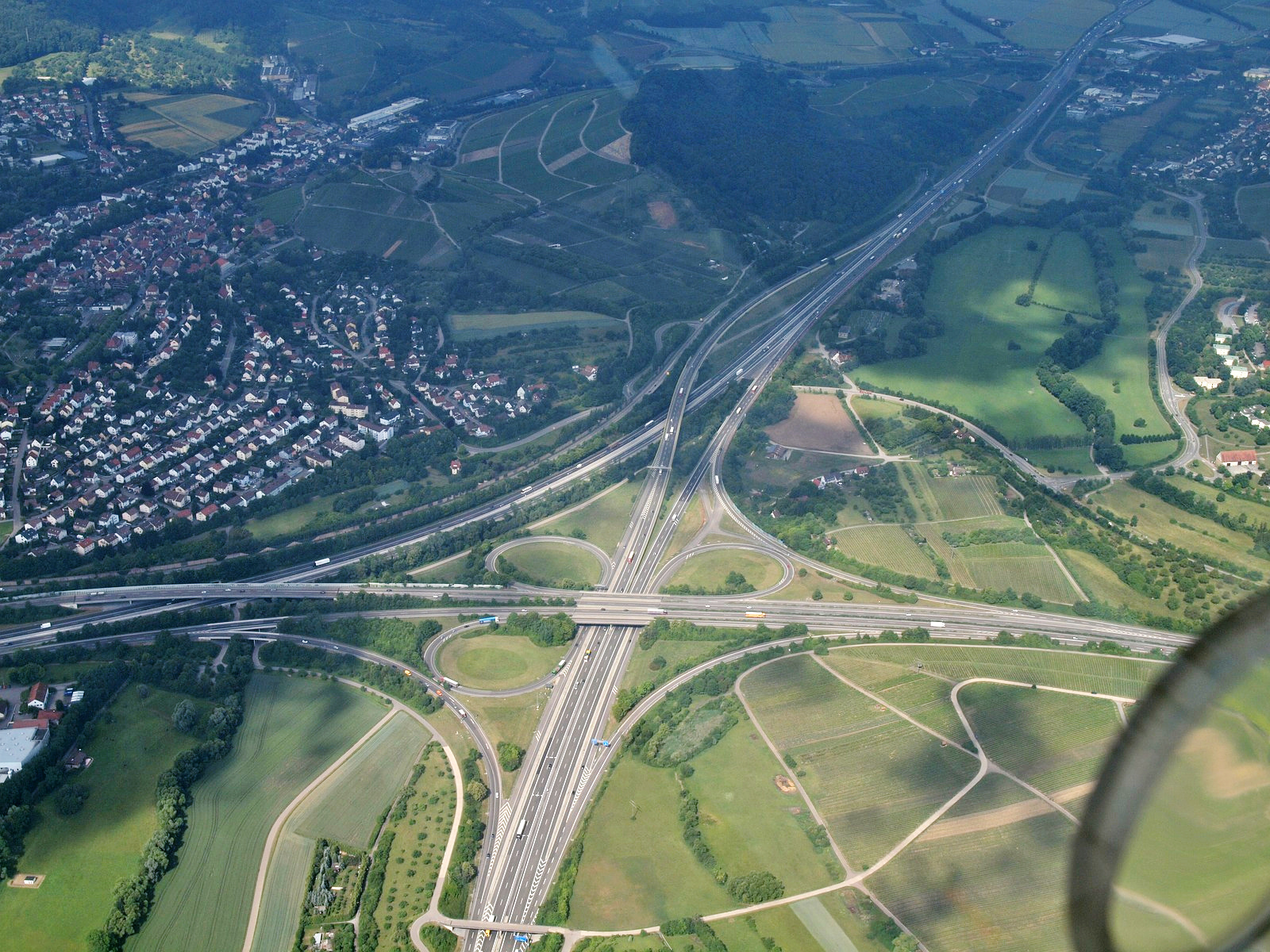
Letecký záběr na dálniční křižovatku směrem na západ (vlevo nahoře je vidět město Weinsberg)

Autobahnkreuz Weinsberg (zkráceně též Kreuz Weinsberg nebo Weinsberger Kreuz; zkratka AK Weinsberg) je křižovatka dvou německých dálnic, nacházející se ve spolkové zemi Bádensko-Württembersko u města Weinsberg. Zde se kříží dálnice A 6 s dálnici A 81.

## Poloha
Dálniční křižovatka se nachází na území města Weinsberg severovýchodně od jeho obydlené části. Dalšími obcemi v okolí jsou Ellhofen, Eberstadt a Erlenbach. Křižovatka se nachází v údolí řeky Sulm v zářezu mezi kopci Wildenberg (severovýchodně od křižovatky), Kayberg (severozápadně od křižovatky) a Burgberg (jihozápadně od křižovatky). Toto prostorové sevření okolními kopci má do značné míry svůj vliv v konečné podobě křižovatky.
Nejbližší větší města jsou Heilbronn (asi 6 km po dálnici A 6 na západ), Stuttgart (asi 45 km po dálnici A 81 na jih), Würzburg (asi 85 km po dálnici A 81 na sever) a Nürnberg (asi 160 km po dálnici A 6 na východ).

## Popis
Autobahnkreuz Weinsberg je mimoúrovňová křižovatka dálnice A 6 procházející západo-východním směrem (Saarbrücken - Mannheim - Nürnberg - Waidhaus) a dálnice A 81 procházející severo-jižním směrem (Würzburg - Stuttgart - Singen (Hohentwiel)). Současně se na ní kříží i evropské silnice E50 a E41. Na dálnici A 6 je označena jako sjezd 38 a na dálnici A 81 je označena jako sjezd 9.
Autobahnkreuz Weinsberg je proveden jako čtyřlístková čtyřramenná dálniční křižovatka, jejíž jedna vratná rampa (ve směru od Stuttgartu na Mannheim) je nahrazena rampou přímou. Současně se jedná o tzv. TOTSO křižovatku, neboť při příjezdu po dálnici A 6 od Mannhemu (ze západu) přechází přímé jízdní pruhy na dálnici A 81 ve směru na Stuttgart a stejně tak při příjezdu po dálnici A 81 od Stuttgartu (z jihu) přechází přímé jízdní pruhy na dálnici A 6 ve směru na Mannheim. Pro setrvání na dálnici A 6 ve směru na Nürnberg, resp. pro setrvání na dálnici A 81 ve směru na Würzburg, je nutné odbočit.

## Historie výstavby
Dálniční křižovatka u města Weinsberg byla uvažována již na přelomu 30. a 40. let 20. století, neboť už tehdy byly plánovány dálniční tahy ve směrech dnešní dálnice A 6 a dálnice A 81. Již v roce 1940 byla k městu Weinsberg od Stuttgartu přivedena dnešní dálnice A 81 (tehdy jako říšská dálnice, úsek 39). Avšak výstavba křižovatky, jakož i navazujících úseků dálnic se vzhledem k válečným událostem nekonala.
Autobahnkreuz Weinsberg byl postaven ve třech etapách v letech 1966 až 1973, kdy pokračovala výstavba německé dálniční sítě. V rámci první etapy byly postaveny a roku 1966 zprovozněny přímě větve ve směru Mannheim (A 6) - Stuttgart (A 81). Tato etapa byla součástí výstavby dálnice A 6 v úseku Mannheim - Walldorf - Weinsberg. Jako druhá etapa byly vybudovány odbočovací a připojovací rampy větve ve směru na Nürnberg (A 6), přičemž zprovozněny byly spolu s úsekem dálnice A 6 Weinsberg - Schwabbach. Celá křižovatka byla dokončena v roce 1973, kdy v rámci třetí etapy byla vybudována a zprovozněna větev ve směru na Würzburg (A 81); tato větev byla zprovozněna spolu s úsekem dálnici A81 Weinsberg - Möckmühl.

## Dopravní zatížení
V průměru projede křižovatkou 140 000 vozidel denně.